# Holokaust u Litvi
Holokaust u Litvi označava sustavno istrebljenje Židova u dijelu Reichskommissariat-a Ostland koji je obuhvaćao prostor Litavske Sovjetske Socijalističke Republike (osnovane 1940.) pod okupacijom Trećeg Reicha. Od približno 208.000 ili 210.000 Židova procjenjuje se da ih je između 190.000 i 195.000 ubijeno prije kraja Drugog svjetskog rata, najviše u razdoblju od lipnja do prosinca 1941. godine. U Holokaustu je stradalo preko 95 % svih litavskih Židova što je najveći udio stradalih u svim zemljama u kojima je provođen zločin Holokausta. Povjesničari ovako velik udio stradalih pripisuju masovnom kolaboracionizmu od strane ne-židovskih lokalnih litavskih paramilitarnih grupa, dok su motivi te kolaboracije predmet rasprava. Holokaust predstavlja najveći pomor stanovništva u tako kratkom razdoblju u povijesti Litve.
Događaji u zapadnim okupiranim dijelovima Sovjetskog Saveza koji su se odvijali u prvim tjednima okupacije predstavljali su dramatično razbuktavanje politike provođenja Holokausta.
Značajnu komponentu Holokausta u Litvi čini i uspjeh u raspirivanja već postojećeg antisemitizma kroz koji su nacističke snage narativno povezale lokalnu židovsku zajednicu sa sovjetskom okupacijom Litve iz 1940. godine. Nacisti su se u ostvarenju cilja uništenja Židova u značajnoj mjeri oslanjali na organizaciju, pripreme i provedbu naredbi od strane litavskih kolaboracionista.
Još i danas, tema Holokausta i uloge koju su Litavci imali u provedbi genocida, uključujući i neke istaknute litavske nacionaliste, kontroverzna je tema u litavskom društvu.

## Pozadina
Do Drugog svjetskog rata područje današnje Litve kulturnog i političkog života židovske zajednice u Europi. Današnji litavski glavni grad Vilnius bio je poznat i kao Jeruzalem sjevera zbog brojnih vjerskih, kulturnih i znanstveno-obrazovnih institucija kojima je bio dom.
Nakon njemačko-sovjetske invazije na Poljsku u rujnu 1939. godine, Sovjetski je Savez 10. listopada potpisao ugovor s Litvom kojim joj je predao grad Vilnius (danas glavni grad, a do tada u sastavu Poljske i s poljsko-židovskim stanovništvom) u zamjenu za vojne koncesije. SSSR je anektirao Litvu 1940. nakon provedbe izbora. Njemački napad na SSSR, 22. lipnja 1941. godine, započep je godinu dana nakon sovjetske okupacije koja je kulminirala u masovnim deportacijama baltičkog stanovništva svega tjedan dana prije njemačke invazije. Nacističke snage su od strane Litavaca dočekane kao osloboditelji te su im paramilitarne jedinice pružile podršku u borbi protiv sovjetskih snaga u povlačenju. Mnogi Litavci su vjerovali kako će im njemačke snage dozvoliti obnovu nekog oblika nezavisnosti (kao što su učiniti u Slovačkoj i naknadno NDH). Dijelom i kako bi udobrovoljili okupacijske snage, dio stanovništva počeo je iskazivati snažne antisemitističke osjećaje. Nacistička Njemačka iskoristila je ovu situaciju i u prvom tjednu ofenzive dozvolila osnivanje Litavske prelazne vlade i Litavskog aktivističkog fronta. U kratkom je razdoblju izgledalo kako je Litva funkcionirati na sličan način kao i Slovačka. Neovisnije litavske institucije ipak su ukinute nakon prvog mjeseca okupacije u srpnju i rujnu 1941. godine te su Nijemci preuzeli izravniju kontrolu.

## Tijek Holokausta

### Procjene broja žrtava
Procjene broja litavskih Židova prije njemačke invazije kreću se na oko 210.000 stanovnika uz tvrdnju Litavskog zavoda za statistiku da je na 1. siječnja 1941. u zemlji bilo 208.000 Židova. Te procjene, uz službene podatke o iseljavanju u prvom razdoblju sovjetske uprave (oko 8.500 osoba), osobe pobjegle iz geta u Kaunasu i Vilniusu (1.500-2.000 osoba) i osobe koje su preživjele u logorima do dana kada ih je oslobodila Crvena armija (2.000-3.000), dovode do ukupnog broja od 195.000 do 196.000 ubijenih litavskih Židova. Unatoč tome što su okvirni brojevi poznati, kao i u drugim masovnim zločinima iznimno je teško utvrditi konačan broj žrtava s apsulutnom preciznošću. Brojevi kojima povjesničari raspolažu povremeno se i značajno razlikuju uz najmanje brojeve od oko 165.000 do većih brojeva koji dosežu 254.000 koji jerojatno uključuju i Židove s drugih područja ubijene u Litvi.
U razdoblju rata postojala su organičena nastojanja za spašavanje progonjenog stanovništva. U razdoblju od 16. srpnja do 3. kolovoza 1940. počasni konzul Nizozemske u Kaunasu Jan Zwartendijk koji je za 2.200 Židva osigurao treću destinaciju na karipskom otoku Curaçao (koloniji koja nije tražila ulazne vize) i u Surinamu (koji je također bio nizozemska kolonija do 1975. godine). Službenik japanske vlade Chiune Sugihara, koji je služio kao zamjenik konzula u Kaunasu, izdao je 6.000 tranzitnih viza za putovanje japanskim teritorijem litavskim Židovima čime je ugrozio svoj i život članova vlastite obitelji. Izbjegli Židovi bili su građani okupiranih dijelova predratne Poljske i Litve.

### Događaji u okviru Holokausta u Litvi
Današnji litavski lučki grad Klaipėda (na njemčakom poznat kao Memel) kroz povijest je bio dio Hanzeatskog saveza te je do 1918. pripadao Njemačkom Carstvu kao dio Istočne Pruske. U razdoblju litavske međuratne nezavisnosti grad je uživao određenu razinu autonomije i bio pod patronatom Lige naroda. Kada su grad 15. ožujka 1939. zauzele njemačke snage u njemu je živjelo oko 8.000 Židova koji su pobjegli u tada neokupirani dio Litve gdje ih je većina stradala nakon invazije u lipnju 1941. godine.
Kronološki se genocid u Litvi unutar njezinih tadašnjih granica može podijeliti na tri faze od kojih je prva trajala od ljeta pa do kraja 1941., druga od prosinca 1941. do ožujka 1943. i treća od travnja 1943. do srpnja 1944. godine.
Većina litavskih Židova stradala je u prvoj fazi Holokausta u prvim mjesecima okupacije i prije kraja 1941. Sile osovine napale su Sovjetski Savez 22. lipnja 1941. što se poklopilo i s takozvanim Lipanjskim ustankom u Litvi. Prije dolaska samih njemačkih okupacijskih snaga Litavski je aktivistički front i sam napao sovjetske snage, preuzeo vlast u nekoliko gradova, započeo širenje antisemitističke propagande i počinio masakre nad litavskim Židovima i Poljacima. U noći s 25. na 26. lipanj Algirdas Klimaitis naredio je svojim snagama od 800 ljudi da započnu Pogrom u Kaunasu. Zapovjednik SS-a Franz Walter Stahlecker je 28. lipnja 1941. tvrdio kako je tom prilikom ubijeno 3.800 žrtava u samom gradu i 1.200 u regiji oko grada. Klimaitisove snage uništile su nekoliko sinagoga i oko 60 židovskih kuća. U revizionističkim nastojanjima od u 1990-im godinama broj žrtava koje navodi Stahlecker dovođen je u pitanje kao pretjerano velik.
Njemački odredi smrti, Einsatzgruppen, slijedile su nadiruću njemački armiju te su već u lipnju i oni započeli organizaciju ubojstava Židova. Prvi zabilježeni zločin ovih odreda dogodili su se 22. lipnja 1941. godine u pograničnom gradu Gargždaiju koji je bio jedno od najstarijih židovskih naselja u zemlji i na svega 18 kilometara od Memela koji su nijemci ponovno zauzeli. Oko 800 Židova je ubijeno u događaju koji je poznat kao Gargždajski masakr. U masakru je stradalo i oko 100 ne-Židova, mnogi jes su pokušali pomoći svojim židovskim sugrađanima. Do kraja godine u Litvi je stradalo između 80.000 i 175.000 Židova.
Zbog vrlo ranog i brzog progona mnoge litavske židovske žrtve nikada nisu živjele u getima ili bile deportirane u koncentracijske logore koji su u to rijeme tek osnivani. Većina žrtava ubijana je u jamama u blizini mjesta boravka u ozloglašenim masovnim ubojstvima kao što su Masakr u Kaunasu 29. listopada 1941. koji je izvršen u šumi pored grada ili sličan zločin u Vilniusu. Do 1942. preživjelo je jop oko 45.000 Židova, većinom oni koji su poslani u geta ili koncentracijske kampove.
U drugoj fazi Holokaust je u Litvi usporen i njemake su okupacione snage odlučile koristiti židovski prisilni rad za održavanje ratne ekonomije. U trećoj fazi Holokaust je još jednom intenziviran i u njoj su likvidirani preostali zarobljenici logora i židovskih geta.
Dva su faktora doprinijela rapidnom uništenju židovske zajednice u Litvi. Prvi je bio značajna razina potpore „de-jueizaciji” među litavskim masama dok je drugi bio rani njemački plan za kolonizaciju Litve koja je dijelila granice s Istočnom Pruskom.

### Uloga litavskih kolaboracionista
Dina Porat, vodeća povjesničarka Yad Vashem-a, piše kako su „Litavci pokazali Einsatzgruppen-u kako ubijati žene i djecu, i možda ih i prilagodili na tu praksu... Zaista, nadiruće njemačke jedinice ubijale su većinom muškarce, dok su Litavci ubijali neselektivno”.
Administracija nacističke Njemačke usmjeravala je i podupirala ubijanje litavskih Židova. Lokalni litavski kolaboracionisti okupatorskog režima izvršavali su pripremu, logistiku i provedbu ubojstava pod nacističkim vodstvom. Nacistički SS brogadir Franz Walter Stahlecker stigao je u Kaunas 25. lipnja 1941. godine gdje je održao zapaljive govore kojim se poticalo ubijanje građana Židova. U početku je održavao govore u zgradi sigurnosnih službi, nakon čega je održavao govore i u samom gradu. U izvještaju od 15. listopada Stahlecker je pisao o uspjehu u prikrivanju najranijih akcija Vorkommando-s i kako sada izgleda kako se radi o inicijativi lokalne populacije. Grupe partizanskog organizacijskog tipa, civilne desničarske nacionalističke i antisovjetske jedinice, inicirale su kontak s Nijemcima čim su one stupile na litavski teritorij. Jedinice pod zapovjedništvom Algirdas-a Klimaitis-a, podržane od strane Nijemaca u Sicherheitspolizei-ju and Sicherheitsdienst-u započeli su anti-židovske pogrome u Kaunasu u noći s 25. na 26. lipnja 1941. Preko tisuću Židova stradalo je u događaju koji je bio prvi pogrom u okupiranoj Litvi. Točan broj žrtava pogroma je nepoznat dok se brojke kreću od 1.500 do 3.800 žrtava pogroma kada se u njih ubroje i žrtve u okolini grada.
24. lipnja 1941. godine Litavska sigurnosna policija (Lietuvos saugumo policija) došla je pod upravu Njemačke policije i obavještajne službe. Litavske jedinice su uključene u brojne akcije usmjerene protiv Židova i proti neprijatelja nacističkog režima. Nacistički zapovjednici ispunjavali su svoje izvještaje svjedočanstvima o "zelotizmu" litaskih policijskih jedinica koji premašuje i motivaciju među samim njemačkim jedinicama. Najozloglašenija litavska jedinica koja je provodila Holokaust bila je Ypatingasis būrys koja je masakrirala tisuće Židova i pripadnika poljske manjine u okolici Vilniusa. Druga organizacija uključena u provedbu Holokausta bila je Litaska radnička garda. Brojni Litavci koji su podržavali nacističku politiku pridružili su se fašističkoj organizaciji Željezni vuk. Tako je u cjelini, litavska nacionalistička administracija bila usmjerena ka uništenju Židova kao doživljenih neprijatelja i potencijalnih rivala etničkim Litavcima te stoga ne samo da se nije opirala nacističkom Holokaustu već ga je efektivno prihvatila i kao vlastiti cilj.
Kombinacija čimbenika objašnjava široko sudjelovanje Litavaca u genocidu nad Židovima. Oni uključuju nacionalne tradicije i vrijednosti, antisemitizam (raširen širom srednje Europe) i specifičnu litavsku želju za „čistom” litavskom nacionalnom državom s kojom je brojna židovska zajednica smatrana nespojivom. Ostali čimbenici uključuju i ozbiljne ekonomske probleme koji su navodili na uništenje Židova s ciljem oduzimanja njihove privatne imovine. U konačnici, Židovi su doživljavani i kao grupa koja je uživala podršku sovjetskog režima u razdoblju između 1940. i 1941. godine. U razdoblju njemačke okupacije Židovi su tako optuživan za gotoo sve probleme s kojima se Litva suočava. Tako je rasprostranjeno lokalno sudjelovanje u Holokaustu postalo značajan čimbenik zbog kojeg je Holokaust u Litvi provođen sveobuhvatnije nego u drugim zemljama.
Iako je kolaboracija bila raširena, podrška genocidu nije dolazila od svih segmenata litavskog društva i više stotina građana je riskiralo vlastite živote nastojeći pomoći progonjenim Židovima. Država Izrael je do 1. siječnja 2017. priznala 891 litavskog pravednika među narodima. Brojni etnički Poljaci u Litvi, i sami progonjeni, pomagali su progonjenim Židovima.

## Suočavanje s prošlošću i sjećanje na Holokaust
Vidi još: Suočavanje s prošlošću
Po okončanju Drugog svjetskog rata i Holokausta Litva je ponovni postala dio Sovjetskog Saveza koji je u svojim politikama sjećanja umanjivao jedinstvenost židovske patnje i ratnog iskustva. Sjećanje na drugi svjetski rat bilo je usredotočeno na širi narativ o fašističkoj agresiji kao kulminaciji kapitalizma i herojskom antifašističkom otporu i patnji svih građana SSSR-a. U sovjetskoj Litvi većina spomenika podignuta u tom razdoblju Židove nije izričito spominjala već je govorila o lokalnom stanovništvu. Ipak, osobe odgovorne za nacističke zločine i kolaboraciju često su deportirane ili osuđene na smrtnu kaznu. U prvim godinama poslije rata, vlasti su tolerirale otvaranje Židovskog muzeja u Vilniusu 1944. godine koji je 1945. svoj stalni prostor našao u knjižnici i zgradi zatvora starog židovskog geta. Institucija je pomagala izbjeglim Židovima u utvrđivanju sudbine litavskih Židova, u pravilu potvrđujući crne slutnje o njihovoj sudbini. Muzej je de facto zatvoren 1949. godine kada su ga lasti reorganizirale u Muzej lokalne povjesti Vilniusa, dok su židovske škole u Vilniusu i Kaunasu zatvorene 1946. i 1950. godine. Do određenog poboljšanja došlo je nakon srmti Staljina te je od 231 spomenika Holokaustu njih 45 podignuto prije 1991. godine. 1965. i 1973. godine objavljena je dvotomna knjiga Masovna ubojstva u Litvi koja je prva izravno obrađivala temu Holokausta dok je 1988. organizirana i izložba Umjetnost litavskih Židova.
Od kada je Litva ponovno stekla nezavisnost od Sovjetskog Saveza 1991. godine, debata o litavskom sudjelovanju u provođenju Holokausta suočila se s ozbiljnim preprekama i poteškoćama. Suvremeni litavski nacionalisti ističu antisovjetski pokret otpora kao heroje u borbi protiv sovjetske okupacije iako su isti bili kolaboracionisti nacistima u istrebljenju Židova.
Povjesničari na genocid u Litvi gledaju kao na jedan od najranijih masovnih akcija provedbe “konačnog rješenja” što neke akademike navodi na zaključak kako je Holokaust i započeo u Litvi u ljeto 1941. godine. Drugi ipak ističu kako je Holokaust započeo i ranije, početkom Drugog svjetskog rata 1939. godine ili još i u Kristalnoj noći.
Post-sovjetske litavske vlasti u više su navrata obilježavale Holokaust, nastojale suzbiti antisemitizam te su i neke od zločinaca iz razdoblja drugog svjetskog rata privele pravdi. Američka Nacionalna koalicija za potporu sovjetskim Židovima istakla je kako je Litva napravila spore, ali značajne korake u procesuiranju osumnjičenih litavskih kolaboracionista u nacističkom genocidu. Litva je prva među bivšim republikama SSSR-a zakonski propisala zaštitu i obilježavanje mjesta na kojima je provođen Holokaust. 1995. godine litavski predsjednik Algirdas Brazauskas je u govoru pred izraelskim Knesetom ponudio javnu ispriku Židovima zbog sudjelovanja Litavaca u Holokaustu. Predsjednik je zbog isprike snažno kritiziran u zemlji. Iako su određeni značajni koraci učinjenji, litavska nastojanja poslije obnove nezavisnosti ostala su obilježena često neprimjerenim nastojanjima da se jedinstvenost Holokausta i židovskog iskustva dovede u pitanje nacionalističkim fokusiranjem na žrtvu Litavaca zbog sovjetske okupacije, kao i izjednačavanjem sovjetske i nacističke okupacije.

### Kontroverze i kritike
Debata i svijest o Holokaustu nije šire razvijena u litavskoj nacionalnoj svijesti dok se sudjelovanje u genocidu poriče ili pripisuje marginalnim ekstremističkim elementima. Sjećanje na razdoblje Holokausta i događaje koji ga čine značajno se razlikuje u židoskoj i litavskoj historiografiji uz određeni napredak kod dijela litavskih povjesničara u razdoblju nakon nezavisnosti. Najkontroverzniji trenutci za litavsku nacionalističku historiografiju su uloga Litavskog dobrovoljačkog fronta, Litavske prijelazne vlade i litavskih građana i dobrovoljaća u događajima u razdoblju rata.
Od 1990-ih litavska je vlast na udaru kritika koji je pozivaju da primjereno prikazuje i sjeća se povijesti Holokausta i da jasno osudi lokalnu kolaboraciju. U 2010-im godinama litavsko je društvo bilo obilježeno prešućivanjem Holokausta i porastom antisemitizma.
2001. godine Centar Simon Wiesenthal kritizirao je nevoljkost litavske vlasti da procesuira litavske zločince. 2010. godin sud u Klaipėdi presudio je kako je dozvoljeno javno isticanje svastike kao „simbola litavskog povjesnog naslijeđa”.
U siječnju 2020. godine litavski premijer Saulius Skvernelis najavio je kako će osobno predvoditi komisiju za izradu nacrta zakona koji bi odredio kako niti Litva niti njezini lideri nisu sudjelovali u Holokaustu. Smatra se kako bi zakon trebao biti sličan poljskom zakonu sa sličnom odredbom koji negira pojesnu činjenicu sudjelovanje Poljaka u progonu Židova. U svibnju 2020. litavska vlada poslala je zamjenika ministra vanjskih poslova na obilježavanje 75. obljetnice kraja Drugog vjetskog rata koje je obilježeno na litavskom židovskom groblju u Vilniusu i u kojem su sudjelovali veleposlanici Njemačke, Izraela i Sjedinjenih Američkih Država.

#### Preimenovanje ulice i uklanjanje obilježja u Vilniusu
2019. godine došlo je do kontroverze kada je gradonačelnik iz lijeve Partije slobode (Laisvės partija) Remigijus Šimašius odlučio preimenovati ulicu koja je nosila naziv po Kazys-u Skirpa-u (vođi Litavskog dobrovoljačkog fronta koji je provodio masakre nad Židovima) i ukloniti spomen-ploču Jonas-u Noreika-u (koji je naredio i nadgledao masakr u gradu Plungė). Litavska vlada je uz podršku Centra za istraživanje genocida i otpora, državne institucije koja istražuje tzv. sovjetski genocid i antisovjetski otpor i koja je kritizirana za manipulacije i uljepšavanje slike o Holokaustu, dala naslutiti kako je odluka donesena u zavjeri sa strancima, prvenstveno Britancima i Amerikancima. U vrijeme bivši kontroverze prvi predsjednik Litve nakon obnove nezavisnosti Vytautas Landsbergis je na društvenim mrežama objavio pjesmu „Židovka” koja se referirala na Djevicu Mariju, a što je osudio predsjednik Židovske zajednice u Litvi Faina Kukliansky. Landsbergis je istakao kako je pjesma bila nastojanje da ukaže na ignoranciju litavskih antisemita i zatražio potporu od „bar jednog pametnog i hrabrog Židova...koji se ne slaže sa Šimašiusom”. Litavski predsjednik Gitanas Nausėda naknadno je predložio zakon koji bi zahtijevao da općine moraju slijediti pravila o postavljanju memorijalnih ploča koje postavi središnja vlast od čega je naknadno odustao.